# Dresdner Sportclub 1898 2019-2020 (pallavolo femminile)
Questa voce raccoglie le informazioni riguardanti il Dresdner Sportclub 1898 nelle competizioni ufficiali della stagione 2019-2020.

## Organigramma societario
Area direttiva
- Presidente: Jörg Dittrich

Area tecnica
- Allenatore: Alexander Waibl
- Allenatore in seconda: Wojciech Paleszniak
- Assistente allenatore: Konstantin Bitter, Łukasz Zarębkiewicz
- Scout man: Konstantin Bitter

Area sanitaria
- Medico: Attila Höhne, Tino Lorenz
- Fisioterapista: Christoph Hartmann, Marcus Hippe

## Rosa
| N° | Nome             | Ruolo | Data di nascita   | Nazionalità sportiva |
| -- | ---------------- | ----- | ----------------- | -------------------- |
| 1  | Lenka Dürr       | L     | 10 dicembre 1990  | Germania             |
| 2  | Mareen Apitz     | P     | 26 marzo 1987     | Germania             |
| 3  | Emma Cyris       | S     | 9 aprile 1991     | Germania             |
| 6  | Kadie Rolfzen    | S     | 25 agosto 1994    | Stati Uniti          |
| 7  | Laura de Zwart   | C     | 19 marzo 1999     | Paesi Bassi          |
| 8  | Monique Strubbe  | C     | 5 luglio 2001     | Germania             |
| 9  | Lucija Mlinar    | S     | 6 maggio 1995     | Croazia              |
| 10 | Lena Stigrot     | S     | 20 dicembre 1994  | Germania             |
| 11 | Milica Kubura    | O     | 20 marzo 1995     | Serbia               |
| 12 | Piia Korhonen    | O     | 12 gennaio 1997   | Finlandia            |
| 14 | Nikola Radosová  | S     | 3 maggio 1992     | Slovacchia           |
| 15 | Ivana Mrdak      | C     | 15 settembre 1993 | Serbia               |
| 16 | Brie O'Reilly    | P     | 24 gennaio 1998   | Canada               |
| 17 | Camilla Weitzel  | C     | 11 giugno 2000    | Germania             |
| 18 | Sarah Straube    | P     | 26 aprile 2002    | Germania             |
| -  | Meghan Barthel   | P     | 23 marzo 2000     | Germania             |
| -  | Juli Klause      | S     | 10 ottobre 2002   | Germania             |
| -  | Lina-Marie Lieb  | S     | 30 luglio 2001    | Germania             |
| -  | Patricia Nestler | L     | 15 maggio 2001    | Germania             |
| -  | Lydia Stemmler   | O     | 20 luglio 2001    | Germania             |
| -  | Sina Stöckmann   | S     | 5 gennaio 2002    | Germania             |
| -  | Julia Wesser     | S     | 4 giugno 2003     | Germania             |

## Risultati

### 1. Bundesliga

#### Girone di andata
| 1ª giornata - 5 ottobre 2019 Margon Arena, Dresda             | Dresdner      | 1 - 3 | Potsdam        | 23-25, 22-25, 25-20, 22-25        |
| 2ª giornata - 12 ottobre 2019 SCHARRena, Stoccarda            | MTV Stoccarda | 3 - 0 | Dresdner       | 25-23, 25-22, 25-14               |
| 3ª giornata - 23 ottobre 2019 Margon Arena, Dresda            | Dresdner      | 2 - 3 | PTSV Aachen    | 25-16, 22-25, 25-22, 23-25, 12-15 |
| 4ª giornata - 26 ottobre 2019 Sporthalle Wolfsgrube, Suhl     | Suhl          | 1 - 3 | Dresdner       | 21-25, 25-23, 26-28, 17-25        |
| 5ª giornata - 9 novembre 2019 Margon Arena, Dresda            | Dresdner      | 3 - 1 | Erfurt         | 25-18, 25-18, 23-25, 25-23        |
| 6ª giornata - 13 novembre 2019 Ballsporthalle, Vilsbiburg     | Vilsbiburg    | 2 - 3 | Dresdner       | 19-25, 25-21, 22-25, 25-22, 8-15  |
| 7ª giornata - 20 novembre 2019 Margon Arena, Dresda           | Dresdner      | 0 - 3 | Schweriner     | 20-25, 21-25, 22-25               |
| 8ª giornata - 27 novembre 2019 Sporthalle Berg Fidel, Münster | Münster       | 0 - 3 | Dresdner       | 18-25, 17-25, 22-25               |
| 10ª giornata - 14 dicembre 2019 Margon Arena, Dresda          | Dresdner      | 3 - 0 | FTSV Straubing | 25-20, 25-18, 25-20               |
| 11ª giornata - 21 dicembre 2019 Halle am Platz, Wiesbaden     | Wiesbaden     | 1 - 3 | Dresdner       | 25-23, 14-25, 22-25, 16-25        |

#### Girone di ritorno
| 12ª giornata - 15 gennaio 2020 MBS Arena Potsdam, Potsdam               | Potsdam        | 3 - 0 | Dresdner      | 26-24, 25-18, 25-22               |
| 13ª giornata - 18 gennaio 2020 Margon Arena, Dresda                     | Dresdner       | 1 - 3 | MTV Stoccarda | 15-25, 25-17, 22-25, 27-29        |
| 14ª giornata - 25 gennaio 2020 Sporthalle Neuköllner Straße, Aquisgrana | PTSV Aachen    | 2 - 3 | Dresdner      | 25-22, 26-28, 23-25, 25-23, 8-15  |
| 15ª giornata - 29 gennaio 2020 Margon Arena, Dresda                     | Dresdner       | 3 - 0 | Suhl          | 25-19, 25-21, 25-20               |
| 16ª giornata - 1º febbraio 2020 Riethsporthalle, Erfurt                 | Erfurt         | 0 - 3 | Dresdner      | 16-25, 21-25, 18-25               |
| 17ª giornata - 12 febbraio 2020 Margon Arena, Dresda                    | Dresdner       | 2 - 3 | Vilsbiburg    | 25-12, 24-26, 23-25, 25-21, 12-15 |
| 18ª giornata - 22 febbraio 2020 ARENA Schwerin, Schwerin                | Schweriner     | 3 - 2 | Dresdner      | 21-25, 19-25, 25-20, 25-23, 15-12 |
| 19ª giornata - 26 febbraio 2020 Margon Arena, Dresda                    | Dresdner       | 0 - 3 | Münster       | 20-25, 22-25, 19-25               |
| 21ª giornata - 7 marzo 2020 Turmair Volleyballarena, Straubing          | FTSV Straubing | 1 - 3 | Dresdner      | 17-25, 25-20, 20-25, 14-25        |
| 22ª giornata - 14 marzo 2020 Margon Arena, Dresda                       | Dresdner       | -     | Wiesbaden     | annullata                         |

### Coppa di Germania

#### Fase a eliminazione diretta
| Ottavi di finale - 3 novembre 2019 MTV-Halle Motiv Feuerbacher Tal, Stoccarda | MTV Stoccarda II | 0 - 3 | Dresdner      | 8-25, 14-25, 14-25                |
| Quarti di finale - 23 novembre 2019 Margon Arena, Dresda                      | Dresdner         | 3 - 0 | PTSV Aachen   | 26-24, 25-20, 25-15               |
| Semifinali - 11 dicembre 2019 Margon Arena, Dresda                            | Dresdner         | 3 - 1 | Suhl          | 25-18, 22-25, 25-19, 25-21        |
| Finale - 16 febbraio 2020 SAP Arena, Mannheim                                 | Dresdner         | 3 - 2 | MTV Stoccarda | 25-19, 20-25, 21-25, 28-26, 17-15 |

### Challenge Cup

#### Fase a eliminazione diretta
| Sedicesimi di finale (andata) - 4 dicembre 2019 Margon Arena, Dresda                  | Dresdner          | 3 - 0 | Prometej          | 26-24, 25-22, 25-13                          |
| Sedicesimi di finale (ritorno) - 18 dicembre 2019 Dvorec sporta Prometej, Kam"jans'ke | Prometej          | 0 - 3 | Dresdner          | 19-25, 10-25, 23-25                          |
| Ottavi di finale (andata) - 22 gennaio 2020 Margon Arena, Dresda                      | Dresdner          | 3 - 0 | Știința Bacău     | 25-18, 25-11, 25-19                          |
| Ottavi di finale (ritorno) - 5 febbraio 2020 Sala Sporturilor, Bacău                  | Știința Bacău     | 1 - 3 | Dresdner          | 21-25, 19-25, 27-25, 14-25                   |
| Quarti di finale (andata) - 19 febbraio 2020 Kleisto Gymnastīrio DAPPOS, Santorini    | Thīras            | 3 - 1 | Dresdner          | 19-25, 26-24, 25-15, 25-17                   |
| Quarti di finale (ritorno) - 4 marzo 2020 Margon Arena, Dresda                        | Dresdner          | 3 - 1 | Thīras            | 25-19, 19-25, 25-21, 25-12 Golden set: 15-13 |
| Semifinali (andata)                                                                   | Türk Hava Yolları | -     | Dresdner          | annullata                                    |
| Semifinali (ritorno)                                                                  | Dresdner          | -     | Türk Hava Yolları | annullata                                    |

## Statistiche

### Statistiche di squadra
| Competizione      | Punti | In casa | In casa | In casa | In trasferta | In trasferta | In trasferta | Totale | Totale | Totale |
| Competizione      | Punti | G       | V       | P       | G            | V            | P            | G      | V      | P      |
| ----------------- | ----- | ------- | ------- | ------- | ------------ | ------------ | ------------ | ------ | ------ | ------ |
| 1. Bundesliga     | 31    | 9       | 3       | 6       | 10           | 7            | 3            | 19     | 10     | 9      |
| Coppa di Germania | -     | 2       | 2       | 0       | 1            | 1            | 0            | 4      | 4      | 0      |
| Challenge Cup     | -     | 3       | 3       | 0       | 3            | 2            | 1            | 6      | 5      | 1      |
| Totale            | -     | 14      | 8       | 6       | 14           | 10           | 4            | 29     | 19     | 10     |

G = partite giocate; V = partite vinte; P = partite perse